# Antoine Aymar
Antoine Aymar, né Jacques Jérôme Simon Aymar et dit Antonin ou Antoine Aymar le 14 octobre 1888 à Saint-Marsal (Pyrénées-Orientales) et mort le 23 mai 1969 à Perpignan (Pyrénées-Orientales), est un entrepreneur et industriel français.

## Biographie
Antoine Aymar s'installe à Perpignan comme plombier en 1911. Mobilisé durant la première Guerre mondiale, il est blessé, puis démobilisé en 1919. 
Son entreprise connaît une très forte croissance au cours des années 1920-1930. Elle fabrique et installe des systèmes de chauffage central dans de nombreux endroits, dont l'hôpital de Perpignan. Elle réalise aussi d'autres installations hydrauliques et apporte l'eau dans de nombreuses communes du département des Pyrénées-Orientales.
Antoine Aymar est président de la Chambre syndicale des plombiers, vice président de la Chambre syndicale du bâtiment, du commerce et de l'industrie, vice-président de la Chambre de commerce et d'industrie locales. 